# Brilliant (альбом Ultravox)
| Оценки критиков      | Оценки критиков |
| Источник             | Оценка          |
| -------------------- | --------------- |
| Allmusic             | [ 1 ]           |
| The Bolton News      | положительная   |
| Consequence of Sound | [ 3 ]           |
| Metro                | смешанная       |
| musicOMH             | [ 5 ]           |
| Release Magazine     | [ 6 ]           |
| The Scotsman         | [ 7 ]           |
| Spin                 | 4/10            |
| The West Australian  | [ 9 ]           |

Brilliant (стилизован как Brill!ant) — одиннадцатый и последний альбом британской рок-группы новой волны Ultravox, выпущенный 25 мая 2012 года. Это первый новый альбом за 28 лет классического состава Ultravox — Миджа Юра, Билли Карри, Уоррена Канна и Крис Кросса, последний участвовал в альбоме Lament. Заглавный трек альбома был анонсирован отдельным синглом,, премьера которого состоялась 17 апреля на BBC Radio 2.
Brilliant дебютировал на 21 месте UK Albums Chart, был продан 6,100 копиями на первой неделе, но получил смешанные отзывы критиков. В поддержку альбома Ultravox совершили небольшой концертный тур.

## История записи
После 25-ти лет разрыва участники группы собрались поиграть музыку в своё удовольствие, не предполагая конечного результата. Альбом родился спонтанно, интерес фанатов и рекорд-лейблов стимулировал Ultravox на запись полноценного альбома. Запись в основном проходила в трёх разных студиях, преимущественно в студии Lakehouse лидера группы Миджа Юра, оборудованную в его доме в Монреале.

## Стиль альбома
Авторы намеренно избегали старых приёмов записи, а также новых стилей и направлений электронной музыки, но при этом не стремились сделать классический синти-поп в духе 80-х, оставшись максимально самими собой.

## Список композиций
Все композиции написаны Миджем Юром,Билли Карри,и Крис Кроссом.
| №   | Название      | Длительность |
| --- | ------------- | ------------ |
| 1.  | «Live»        | 4:11         |
| 2.  | «Flow»        | 4:24         |
| 3.  | «Brilliant»   | 4:22         |
| 4.  | «Change»      | 4:30         |
| 5.  | «Rise»        | 4:04         |
| 6.  | «Remembering» | 3:43         |
| 7.  | «Hello»       | 5:40         |
| 8.  | «One»         | 4:43         |
| 9.  | «Fall»        | 4:07         |
| 10. | «Lie»         | 4:35         |
| 11. | «Satellite»   | 3:58         |
| 12. | «Contact»     | 4:31         |

## Участники записи
Ultravox
1. Ultravox — продюсеры
2. Мидж Юр — ведущий вокал, гитара, синтезатор
3. Крис Кросс — бас-гитара, синтезатор
4. Билли Карри — пианино, скрипка, синтезатор
5. Уоррен Канн — ударные

Дополнительный персонал
1. Дэрин Иванс — дизайн
2. Стивен Липсон — сведение, продюсер
3. Мазин Мюрад — мастеринг
4. Том Вейр — инженер

## Чарты
| Чарты (2012)                    | Пик позиции |
| ------------------------------- | ----------- |
| Austrian Albums Chart           | 59          |
| Belgian Albums Chart (Flanders) | 182         |
| Belgian Albums Chart (Wallonia) | 185         |
| Czech Albums Chart              | 42          |
| German Albums Chart             | 27          |
| Italian Albums Chart            | 84          |
| Polish Albums Chart             | 28          |
| Scottish Albums Chart           | 13          |
| Swedish Albums Chart            | 36          |
| Swiss Albums Chart              | 67          |
| UK Albums Chart                 | 21          |